# 英仏横浜駐屯軍
英仏横浜駐屯軍（えいふつよこはまちゅうとんぐん）は、幕末から明治維新にかけて、攘夷派から日本・横浜の居留地を防衛することを名目として横浜の山手に駐屯したイギリス（イギリス軍）・フランス（フランス軍）の軍隊。

## 経緯
安政7年（1859年）の横浜開港以来、攘夷派による外国人襲撃事件が横浜及びその周辺で多発していたが、江戸幕府は法整備が行われていないこともあり近代警察の整備が行われておらず、これを取り締まることができなかった。
文久2年（1862年）5月29日、イギリス公使館の警護にあたっていた松本藩士が代理公使のジョン・ニールを暗殺しようとしたものの護衛の兵士に発見され、兵2人を殺害し自らも負傷し自害するという第二次東禅寺事件が起きた。ニール代理大使は横浜停泊中の軍艦から警備兵を増加させ、東インド＝シナ艦隊司令官ジェームズ・ホープに援助を要請し、ジョン・ラッセル外相には幕府の態度が極めて冷淡で公使館の安全に何ら保証を与えなかった事を報告。英国政府は態度を硬化させ、幕府が公使館を退去させ鎖国の復活を望んでいるのではと推測し、
1. 警備の任にあたった大名の処罰
2. 公使館の武装
3. 遺族扶助料1万ポンド

を要求した。一方、ホープは部下を派遣し、日本の沿岸封鎖と江戸の砲台を攻撃する案を立てた。しかし強硬手段が具体化する前の文久2年8月21日に生麦事件が発生し、横浜居留の外国人は激昂した。
これまでも居留地襲撃の風説は幾度も流布されてきたが、10月に流布された風説は、浪人百二、三十人が居留地を襲撃するというもので、動揺は極地に達し戦争寸前の様相を呈した。ニールは幕府に対し、英国人の生命と財産を保護するに足る兵を派遣するという保証書を即刻提出する、さもなくば外国の兵隊と軍艦、上海の英国陸海軍の援助を求めると通告した。
11月にも浪士の一団があらゆる外国の主要官憲を殺害すると伝えられ、居留民は義勇隊を結成し防衛体制を整えたが、これも虚偽であった。風説はいったん収まったが、翌文久3年2月に英国艦隊の横浜入港に伴い攘夷派による居留地襲撃の風説が再燃した
3月16日(5月3日)に神奈川奉行が市民に対し避難命令を出し、住民の4分の3が家財を運んで避難し、18日には居留地で働いていた日本人の総脱出が行われた。外国居留民の召使なども横浜を立ち退きつつある状況にフランスの艦隊司令官バンジャマン・ジョレスは、日本住民の横浜撤退を戦争の開始と考えると幕府をおびやかした。幕府は反対派を恐れて東禅寺事件も生麦事件も賠償を確約できず、英仏両公使ならびに提督の前に無力を露呈した。
3月21日(5月8日)にニールは自国民が居留地に有する動産・不動産・商品の総額を幕府に通知し最悪の事態に備えるに至り、幕府も4月6日(5月23日)にニールに「猶其の方においても注意さるる段は敢て拒む処にあらざるなり」と返書し、居留地防衛権を承認するのやむなきにいたった。
同年5月18日（7月3日）に幕府との間で正式に文書を交わした両国は6月以後山手に軍隊の駐屯を開始した。
しかし攘夷派の勢力は衰えず、9月2日は井土ヶ谷事件でフランス陸軍のカミュ少尉が浪士3名に襲撃されて死亡。風説も引き続き、「多数の浪人の居留地攻撃に関する報道が行われない日とてない」程であった。元治元年10月22日(1864年11月21日)には鎌倉事件でイギリス人士官2名が浪士により殺害される事件が起きた。

## 外国軍隊の駐留
一時イギリス軍は1200名、フランス軍は300名に達し、その兵舎などの設営・補修は江戸幕府および明治政府の負担とされた。駐留兵力は東洋情勢の変化にともなった増減を繰り返し、駐留軍のプレゼンスが日本政府に圧力を加える他、アヘン戦争だけでなく、日本国内で行われた下関事件や薩英戦争等に派兵を行ったり、不足の兵力を補うために停泊艦船から陸戦隊が上陸するなとの対応をとった。

### 英仏以外の国
文久二年三月にはアメリカ合衆国（アメリカ軍）が日本国内に海軍物置所地所の借用の内諾を得ている。

## 撤退
明治政府成立後に日本政府は法整備を進め、さらにイギリスやフランス、ドイツなどの協力を受けて近代軍隊や警察の整備を進め、攘夷派もその存在自体が無くなったため、外国軍隊の駐屯を日本の国家主権を侵すものとして撤退を要求、明治4年（1871年）にイギリス軍が駐屯軍の大幅削減に応じ、やがて明治8年（1875年）3月2日に両軍の全面撤退が完了、それ以降外国軍が駐留する事は無かった。

## 日本に与えた影響
駐留軍の存在は、日本の主権に対する危機的状況をもたらした一方、幕末・維新期の西洋式軍制の導入に影響を与えるとともに、居留地の発展を促して西洋文明の紹介、交流にも寄与することになった。特にイギリス軍は窪田鎮章の率いる神奈川奉行の軍に対して、英式兵制の伝習や共同演習を行った。その他、軍楽隊の交換演奏会などの友好的な交流も行われた。
|                  |                  |                |
| フランス軍駐屯所 | フランス海軍病院 | 横浜駐留英国軍 |